# Strijkkwartet nr. 5 (Dvořák)
Het Strijkkwartet nr. 5 in f klein, opus 9 is een compositie van de Tsjechische componist Antonin Dvořák. Hij schreef het werk in september 1873.

## Ontstaan
Dvořák was ten tijde van het ontstaan van dit vijfde strijkkwartet zo’n drie jaar freelance componist geweest en had inmiddels zijn eerste successen als zodanig gekend. Smetana had zelfs zijn opera "De Koning en de kolenbrander" op het programma gezet. Verder dan enkele repetities kwam het hiermee echter niet. Ook het vijfde strijkkwartet zou tijdens Dvořáks leven niet worden uitgevoerd.
Er is stilistisch een breuk met de eerdere, experimentele, kwartetten. De stijl van componeren is trefzekerder en persoonlijker geworden. Het werk bevat geen spoor meer van invloeden van Liszt en/of Wagner, eigen aan de eerdere kwartetten. Men bespeurt hier de latere "Slavische" kleuring (cf. het beginthema van het eerste deel, de middensectie in 2/4 maat van het derde deel en de dansante vaart van de finale).
Het tweede deel heeft Dvořák hergebruikt in zijn Romances in f klein voor viool en piano (opus 11; B38) en voor viool en orkest (opus 11; B39).

## Delen
1. Moderato - Allegro con brio: Een breed scala aan emoties en scherpe contrasten, die tonen dat de componist nu een trefzekere hand voor het schrijven van kamermuziek heeft gevonden.
2. Andante con moto quasi allegretto: Een langgerekte vloeiende cantilene.
3. Tempo di Valse: Contrast tussen de walssecties en de middensectie in 2/4 maat, waarin de idyllische sfeer van het Boheemse landleven, zo typerend voor Dvořák in zijn midden- en late periode, wordt opgeroepen.
4. Finale, allegro molto: Vreemd onconventioneel, dramatisch en "tartend" qua stemming. Waarschijnlijk werd vanwege dit deel het kwartet verworpen.

## Betekenis
Dvořák meende dat hij een werk had geschreven dat de wereld zou veroveren maar de primarius van het Bennewitz-kwartet weigerde het uit te voeren "bij gebrek aan kwartetstijl".
- Bibliothèque nationale de France: cb15735062f (data)
- MusicBrainz work: 9942ce7a-6f7a-4aee-8bcc-fe0dc081629b
- Virtual International Authority File: 293540591

nr. 1 A · nr. 2 B · nr. 3 D · nr. 4 e · nr. 5 f · nr. 6 a · nr. 7 a · nr. 8 E · nr. 9 d · nr. 10 Es · nr. 11 C · nr. 12 F (Amerikaans) · nr. 13 G · nr. 14 As · Cipressen